# Profesionalen Futbolen Klub Hebăr Pazardžik
Il Profesionalen Futbolen Klub Hebăr Pazardžik (in bulgaro Професионален Футболен Клуб Хебър Пазарджик?, Club calcistico professionistico Hebăr Pazardžik), chiamato comunemente Hebăr Pazardžik o Hebăr, è una società calcistica bulgara con sede nella città di Pazardžik. Milita nella Parva liga, la prima serie del campionato bulgaro di calcio.

## Storia
Fondato nel 1918, vanta quale miglior piazzamento in Părva liga il nono posto, ottenuto nel 2000-2001.
Nella stagione 2023-2024 raggiunge per la prima volta nella sua storia le semifinali di Coppa di Bulgaria.

## Stadio
Dal 1989 disputa le gare casalinghe allo stadio Georgi Benkovski di Pazardžik (13 128 posti).

## Organico

### Rosa 2020-2021
Aggiornata al 4 agosto 2020.
| N. |                     | Ruolo | Calciatore             |
| -- | ------------------- | ----- | ---------------------- |
| 1  | Bulgaria (bandiera) | P     | Petar Debarliev        |
| 2  | Bulgaria (bandiera) | D     | Vasil Gerov (capitano) |
| 7  | Bulgaria (bandiera) | C     | Dimitar Zakonov        |
| 8  | Bulgaria (bandiera) | C     | Andrian Kraev          |
| 9  | Austria (bandiera)  | C     | David Cancola          |
| 10 | Bulgaria (bandiera) | C     | Krasimir Iliev         |
| 11 | Bulgaria (bandiera) | C     | Yordan Todorov         |
| 15 | Bulgaria (bandiera) | A     | Zhivko Petkov          |
| 16 | Bulgaria (bandiera) | C     | Daniel Kadyov          |
| 17 | Bulgaria (bandiera) | A     | Aleksandar Dimitrov    |
| 19 | Bulgaria (bandiera) | C     | Georgi Karakashev      |
| 20 | Bulgaria (bandiera) | C     | Zhak Pehlivanov        |

| N. |                     | Ruolo | Calciatore          |
| -- | ------------------- | ----- | ------------------- |
| 22 | Bulgaria (bandiera) | D     | Ivaylo Todorov      |
| 23 | Bulgaria (bandiera) | D     | Stoycho Papazov     |
| 24 | Bulgaria (bandiera) | D     | Tsvetelin Tonev     |
| 26 | Bulgaria (bandiera) | D     | Martin Valchinov    |
| 27 | Bulgaria (bandiera) | D     | Slavi Kosov         |
| 29 | Bulgaria (bandiera) | D     | Todor Gochev        |
| 39 | Bulgaria (bandiera) | D     | Zhivko Hadzhiev     |
| 77 | Bulgaria (bandiera) | C     | Oktay Hamdiev       |
| 91 | Bulgaria (bandiera) | D     | Tomislav Papazov    |
| 95 | Bulgaria (bandiera) | P     | Aleksandar Lyubenov |
| 99 | Bulgaria (bandiera) | A     | Todor Chavorski     |

## Palmarès

### Competizioni nazionali
- Vtora profesionalna futbolna liga: 2

1988-1989, 1990-1991
- Treta amat'orska futbolna liga: 2

1986-1987, 2018-2019